# Rånäs
Rånäs is een plaats in de gemeente Norrtälje in het landschap Uppland en de provincie Stockholms län in Zweden. De plaats heeft 449 inwoners (2005) en een oppervlakte van 59 hectare.

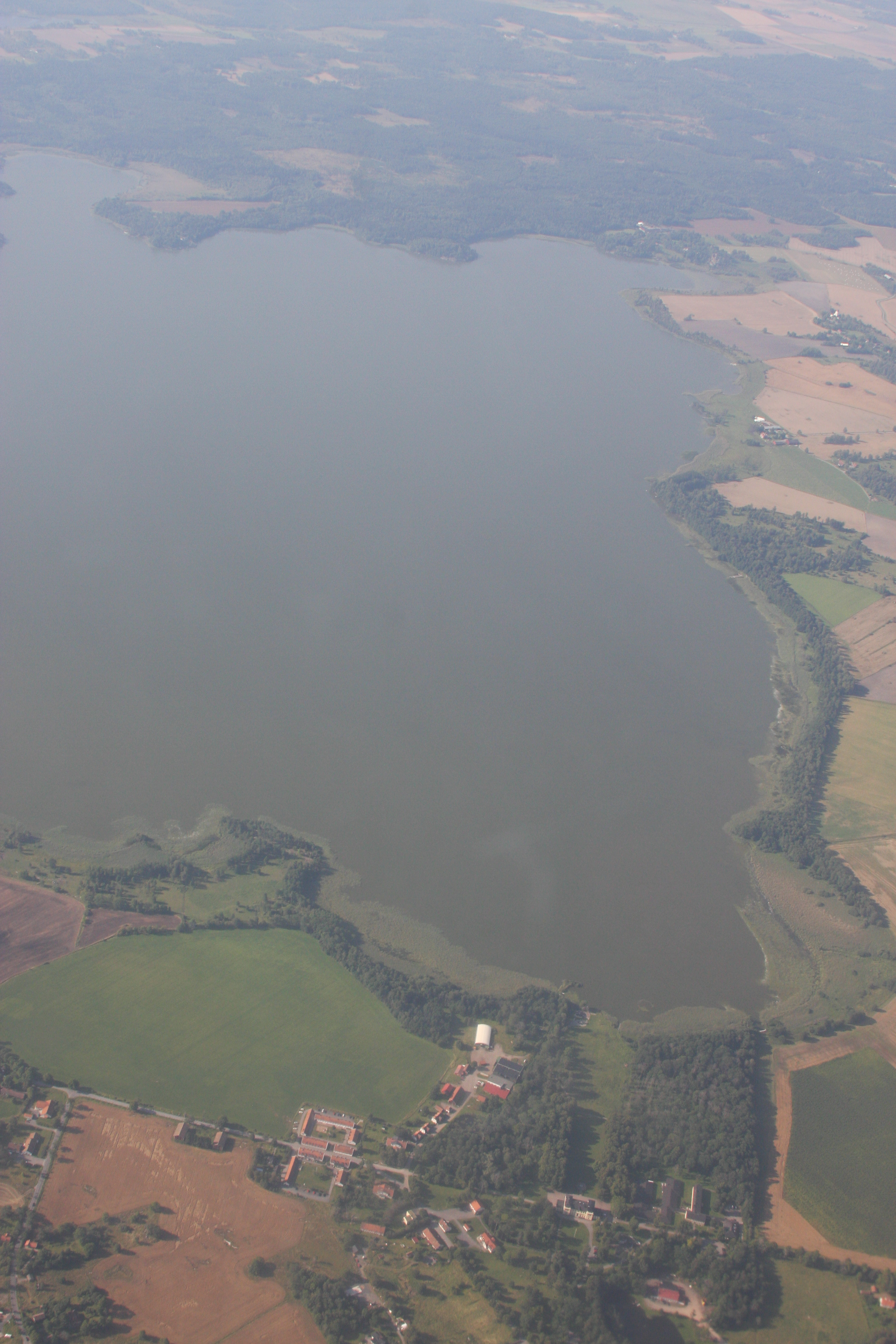
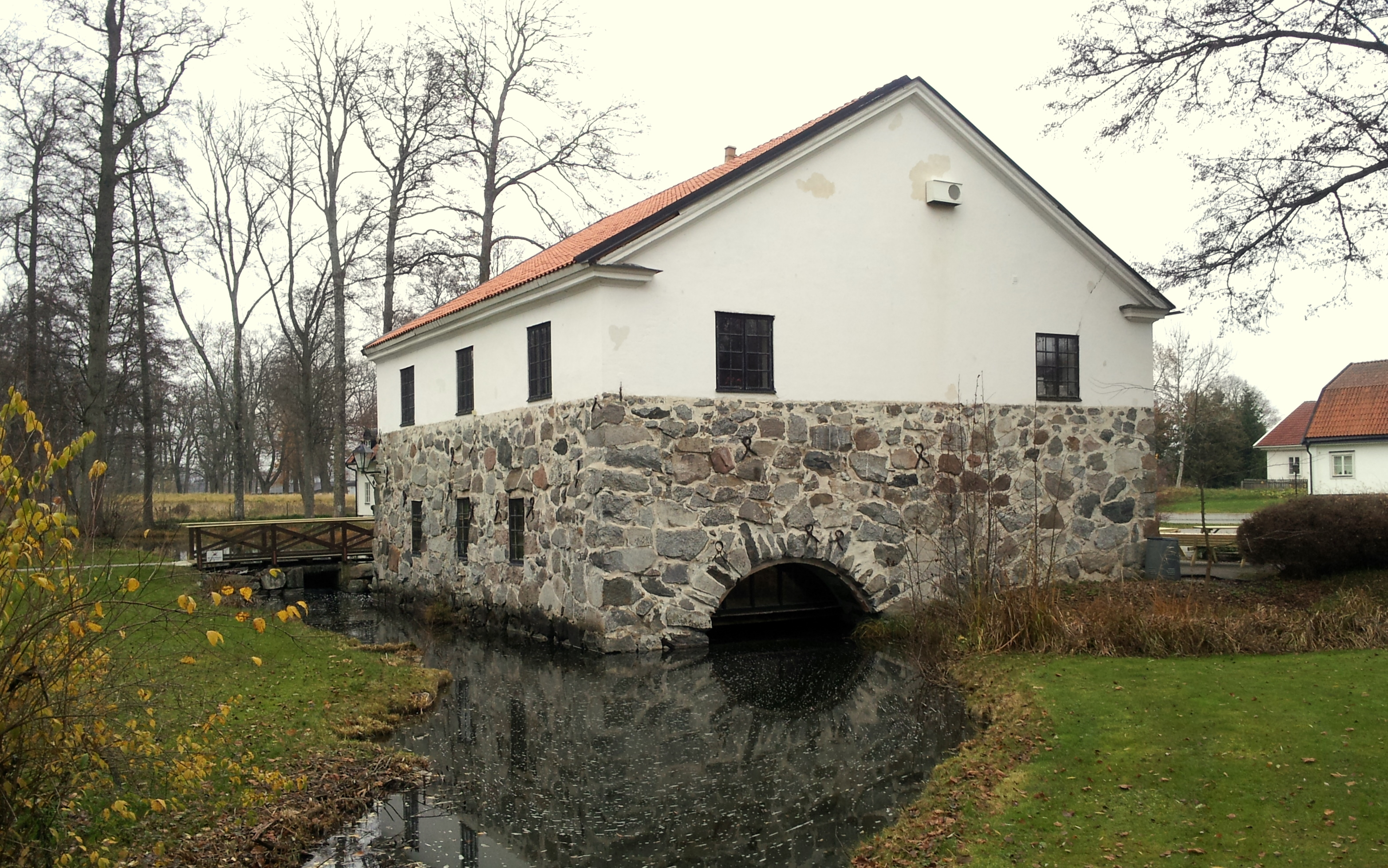